# Honda RA099
Honda RA099 – bolid japońskiego zespołu Honda przeznaczony na 1999 rok. Bolid nigdy nie wystartował w wyścigu Grand Prix Formuły 1.